# آلة غرام

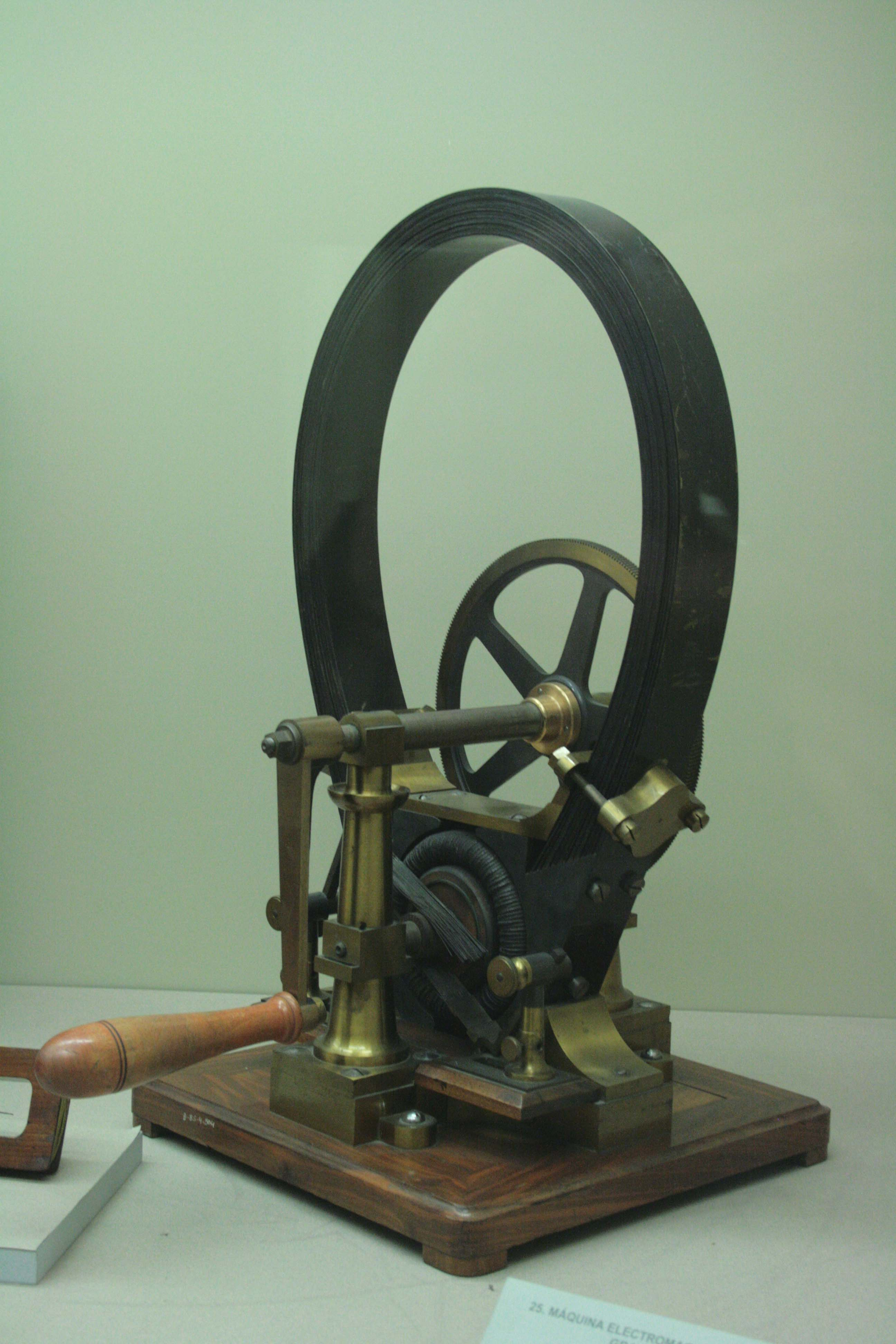
آلة غرام أو مولّد غرام.

آلة غرام أو حلقة غرام أو مولّد غرام هو مولد كهربائي يُنتج تيارًا مستمرًا، سُمّي باسم مخترعه البلجيكي زينوب غرام، وصُمّم على هيئة دينامو أو مغناطيس كهربائي. كانت آلة غرام أول مولّد ينتج الطاقة بصورة اقتصادية للمجال الصناعي. اخترع غرام آلته بعدما ألهمته آلة صنهعا أنطونيو باسينوتي سنة 1860 م، حيث طوّر غرام دوارًا حثيًا جديدًا في هيئة حلقة من أسلاك ملفوفة (حلقة غرام)، وشرح فائدة جهازه أمام أكاديمية العلوم في باريس سنة 1871 م. ورغم أفضليته بين الأجهزة الكهربية في القرن التاسع عشر، إلا أن مبدأ غرام للأسلاك الملفوفة لم يعد مستخدمًا بعدما لم يثبت فعاليته في الموصّلات، حيث أن الجزء الملفوف في داخل الحلقة لا يقطع خطوط الفيض المغناطيسي، ولا يساهم في تحويل الطاقة إلى الآلة. كما أن لف الأسلاك يضاعف عدد اللفات ويتطلب مضاعفة عدد الأقطاب العاكسة للتيار ليكافيء المغناطيس الإسطواني الملفوف حوله الأسلاك.